# الرايس حميدو (بلدية)
بلدية من بلديات ولاية الجزائر تابعة لدائرة باب الواد
- عدد سكان البلدية في 30,000 نسمة
- الرمز البريدي 16060

يعود تسمية البلدية إلى أمير البحر الرايس حميدو بن علي

## جغرافيا
تقع بلدية الرايس حميدو وسط شمال العاصمة الجزائر، حيث تبعد حوالي 10 كيلومترات عن وسط مدينة الجزائر.
بلدية الرايس حميدو بلدية ساحلية تحتوي على أكثر من 13 شاطئ رملي مسموح السباحة و عدة شواطئ صخرية أخرى

ترتفع أعلى قمة في الرايس حميدو حوالي 351م عن سطح البحر
| البحر الأبيض المتوسط | البحر الأبيض المتوسط | البحر الأبيض المتوسط |
| بولوغين              | إسم ؟                | الحمامات             |
| بوزريعة              | بوزريعة              | بوزريعة              |

## الشواطئ
تحتضن هذه البلدية العديد من الشواطئ البحرية:
- شاطئ البار
- شاطئ لاغروند
- شاطئ لاريزيرف
- شاطئ سيدعلي
- شاطئ فرانكو
- شاطئ لابتيت
- شاطئ لعوينة
- شاطئ ميرامار
- شاطئ فيجي
- شاطئ الرياضة البحرية
- شاطئ راسكاس
- شاطئ الهضبة

## مواضيع ذات صلة
- تاريخ ولاية الجزائر
- بلديات ولاية الجزائر
- دوائر ولاية الجزائر